# Zoltán Harsányi
Zoltán Harsányi, född 1 juni 1987 är en fotbollsspelare från Slovakien som spelar i ungerska Mezőkövesd. Han har tidigare tillhört Bolton.